# Dysstroma cuneifera
Dysstroma cuneifera là một loài bướm đêm trong họ Geometridae.